# Aulacus truncatus
Aulacus truncatus är en stekelart som först beskrevs av Jean-Jacques Kieffer 1911.  Aulacus truncatus ingår i släktet Aulacus och familjen vedlarvsteklar. Inga underarter finns listade.